# 24e Screen Actors Guild Awards
De 24e Screen Actors Guild Awards, waarbij prijzen werden uitgereikt voor uitstekende acteerprestaties in film en televisie voor het jaar 2017, gekozen door de leden van SAG-AFTRA, vonden plaats op 21 januari 2018 in het Shrine Auditorium in Los Angeles. De prijs voor de volledige carrière werd uitgereikt aan Morgan Freeman.

## Film

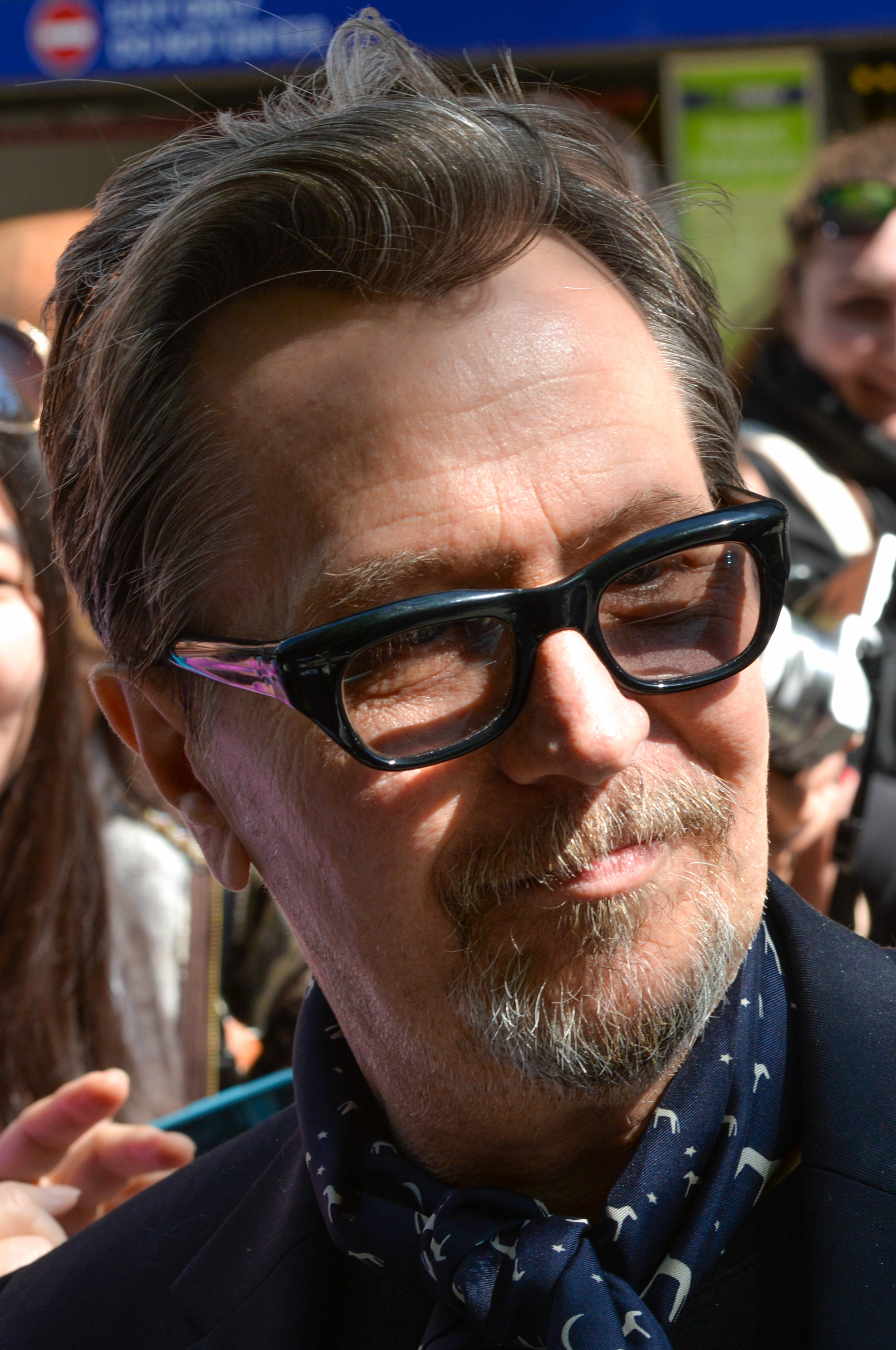
Gary Oldman (Darkest Hour), winnaar mannelijke acteur in een hoofdrol

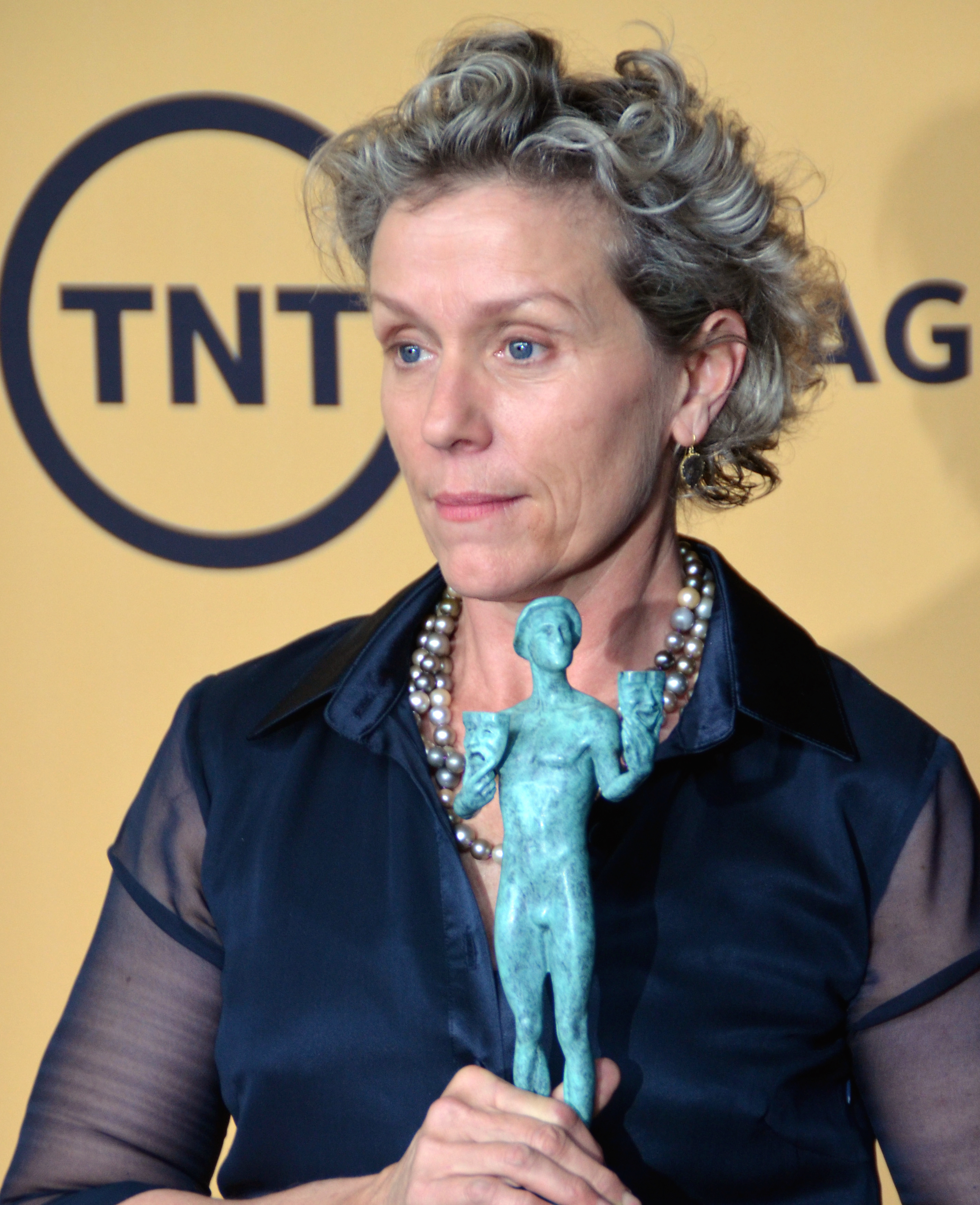
Frances McDormand (Three Billboards Outside Ebbing, Missouri), winnaar vrouwelijke acteur in een hoofdrol

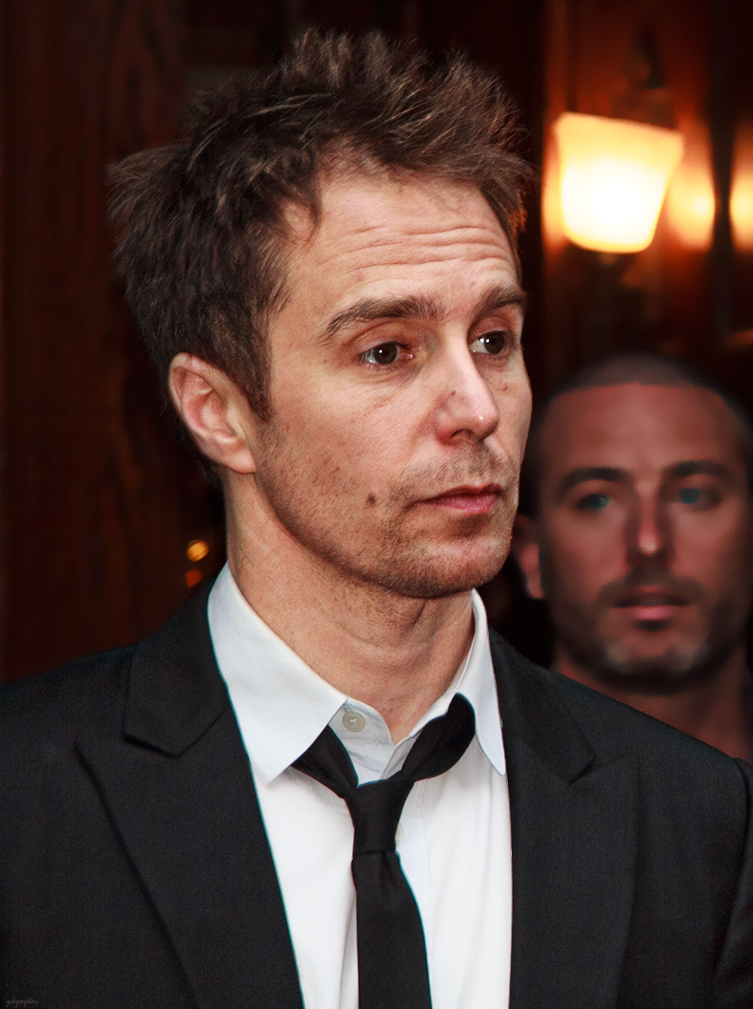
Sam Rockwell (Three Billboards Outside Ebbing, Missouri), winnaar mannelijke acteur in een bijrol

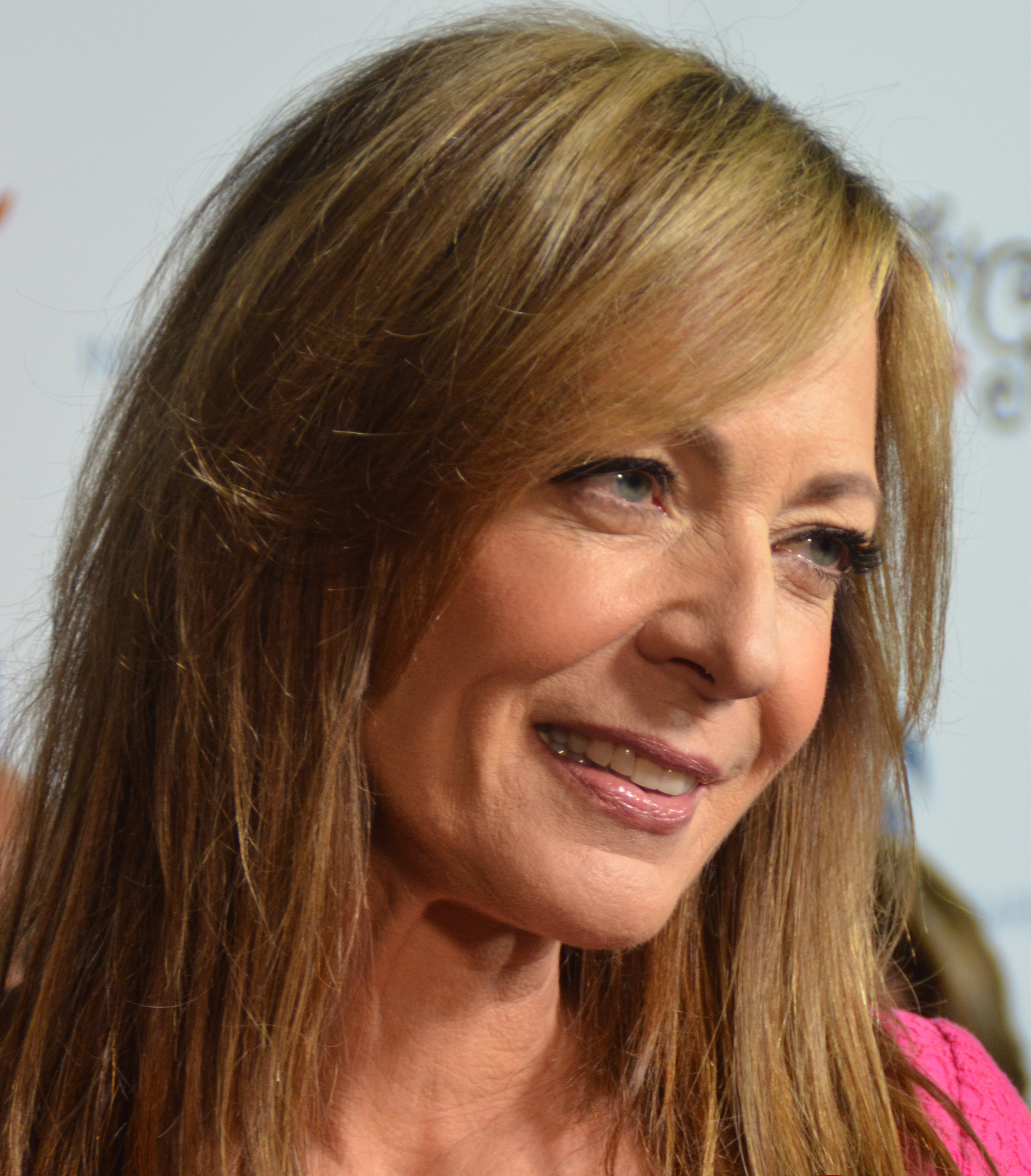
Allison Janney (I, Tonya), winnaar vrouwelijke acteur in een bijrol

De winnaars staan bovenaan in vet lettertype.

#### Cast in een film
Outstanding Performance by a Cast in a Motion Picture
- Three Billboards Outside Ebbing, Missouri
  - The Big Sick
  - Get Out
  - Lady Bird
  - Mudbound

#### Mannelijke acteur in een hoofdrol
Outstanding Performance by a Male Actor in a Leading Role
- Gary Oldman - Darkest Hour
  - Timothée Chalamet - Call Me by Your Name
  - James Franco - The Disaster Artist
  - Daniel Kaluuya - Get Out
  - Denzel Washington - Roman J. Israel, Esq.

#### Vrouwelijke acteur in een hoofdrol
Outstanding Performance by a Female Actor in a Leading Role
- Frances McDormand - Three Billboards Outside Ebbing, Missouri
  - Judi Dench - Victoria & Abdul
  - Sally Hawkins - The Shape of Water
  - Margot Robbie - I, Tonya
  - Saoirse Ronan - Lady Bird

#### Mannelijke acteur in een bijrol
Outstanding Performance by a Male Actor in a Supporting Role
- Sam Rockwell - Three Billboards Outside Ebbing, Missouri
  - Steve Carell - Battle of the Sexes
  - Willem Dafoe - The Florida Project
  - Woody Harrelson - Three Billboards Outside Ebbing, Missouri
  - Richard Jenkins - The Shape of Water

#### Vrouwelijke acteur in een bijrol
Outstanding Performance by a Female Actor in a Supporting Role
- Allison Janney - I, Tonya
  - Mary J. Blige - Mudbound
  - Hong Chau - Downsizing
  - Holly Hunter - The Big Sick
  - Laurie Metcalf - Lady Bird

#### Stuntteam in een film
Outstanding Action Performance by a Stunt Ensemble in a Motion Picture
- Wonder Woman
  - Baby Driver
  - Dunkirk
  - Logan
  - War for the Planet of the Apes

## Televisie

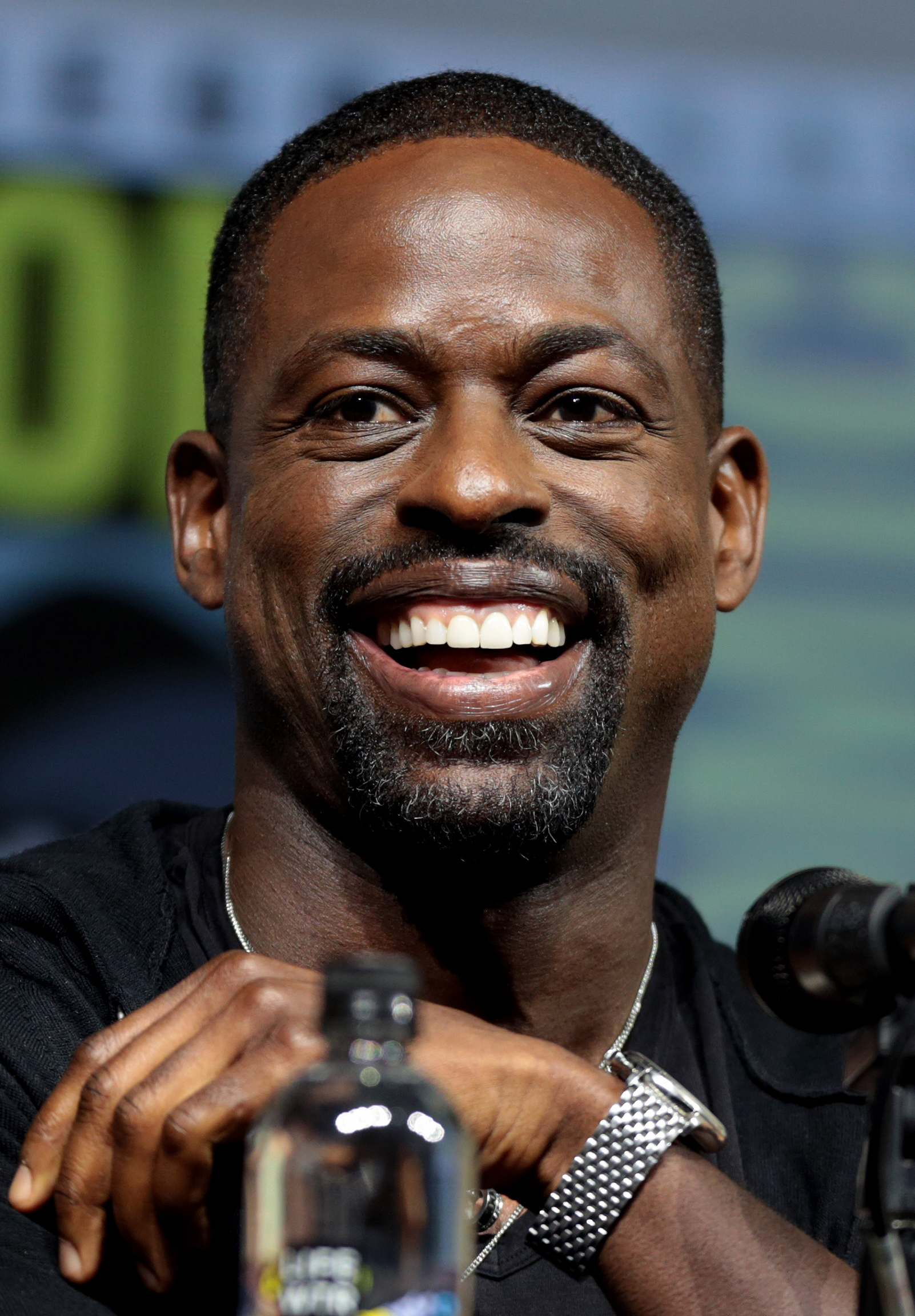
Sterling K. Brown (This Is Us), winnaar mannelijke acteur in een dramaserie

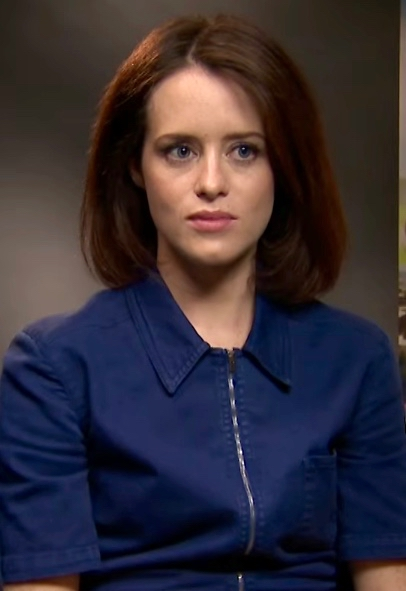
Claire Foy (The Crown), winnaar vrouwelijke acteur in een dramaserie

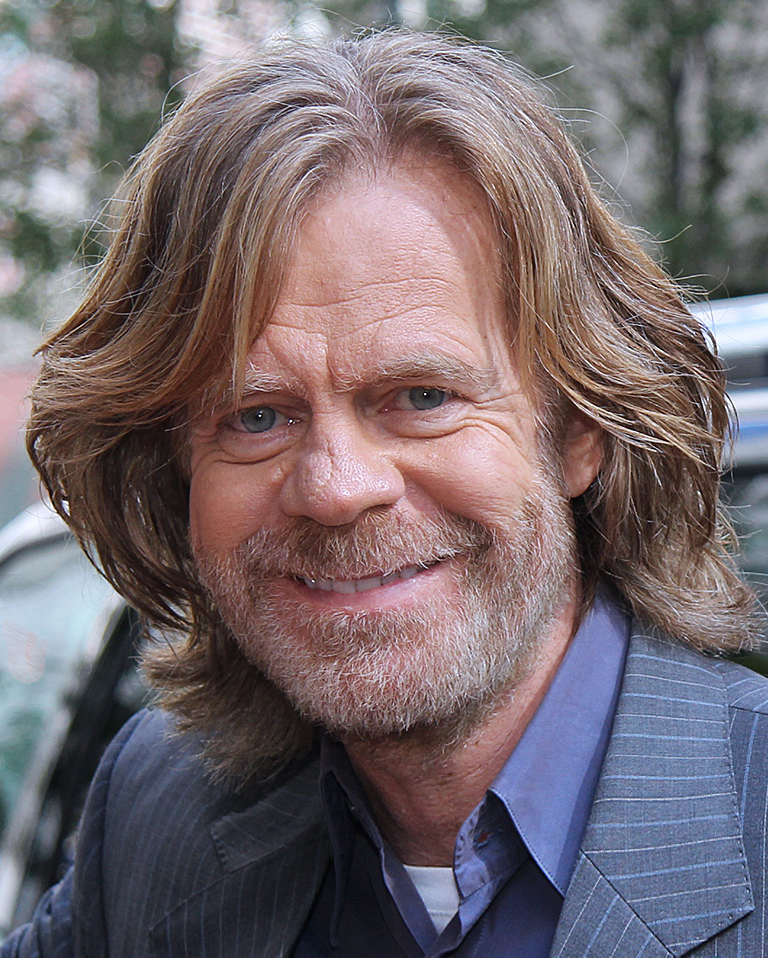
William H. Macy (Shameless), winnaar mannelijke acteur in een komedieserie

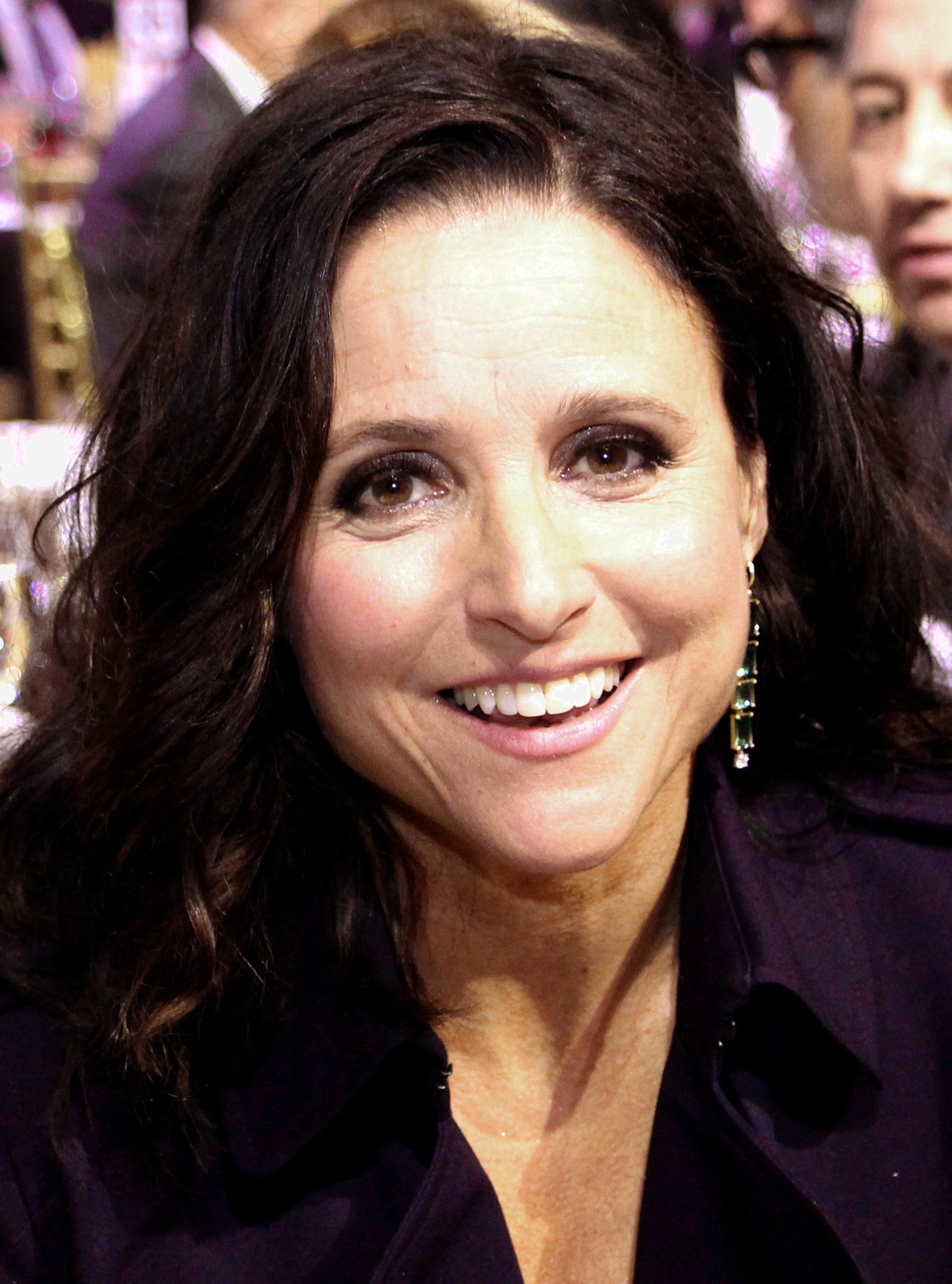
Julia Louis-Dreyfus (Veep), winnaar vrouwelijke acteur in een komedieserie

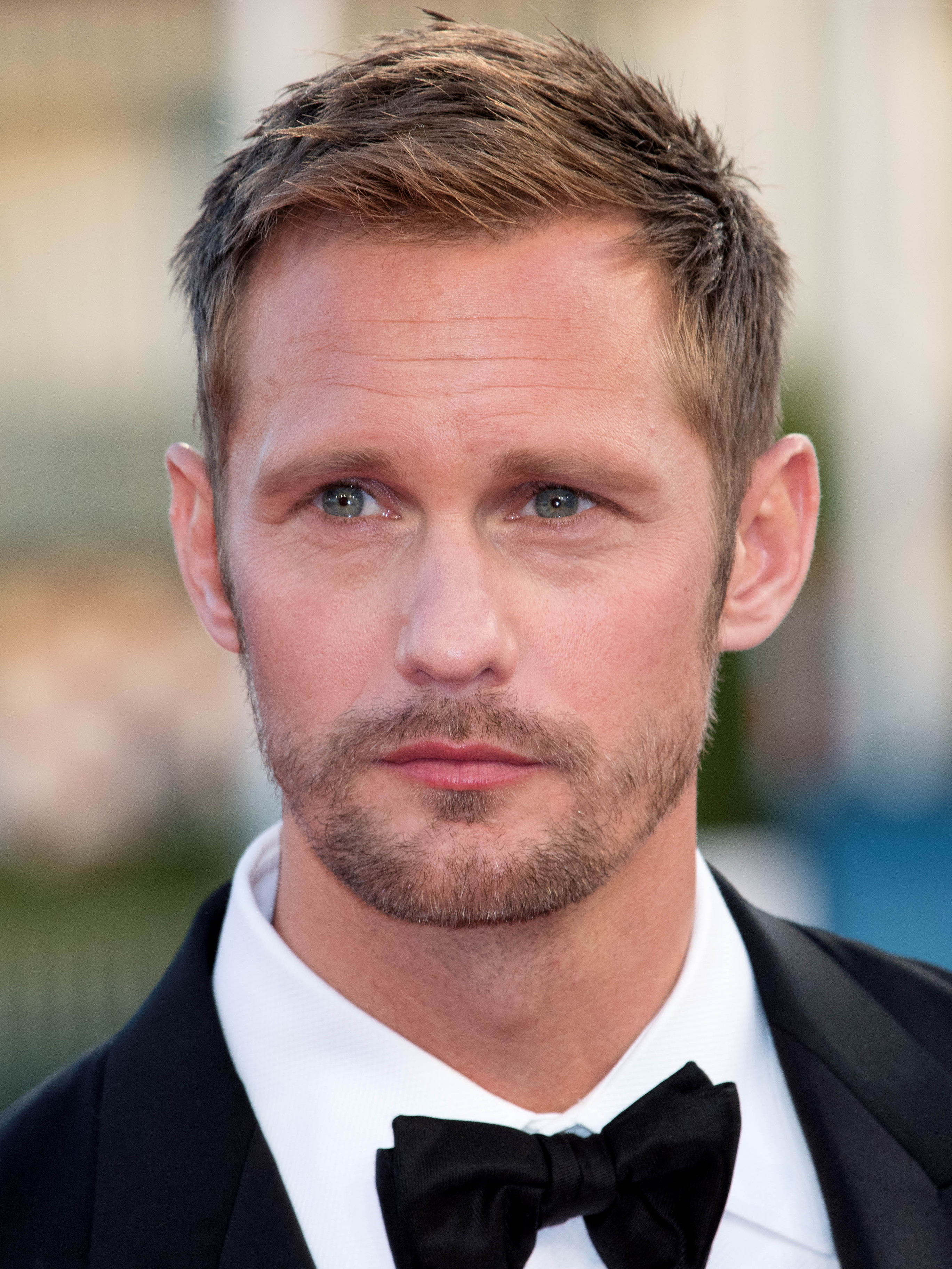
Alexander Skarsgård (Big Little Lies), winnaar mannelijke acteur in een miniserie of televisiefilm

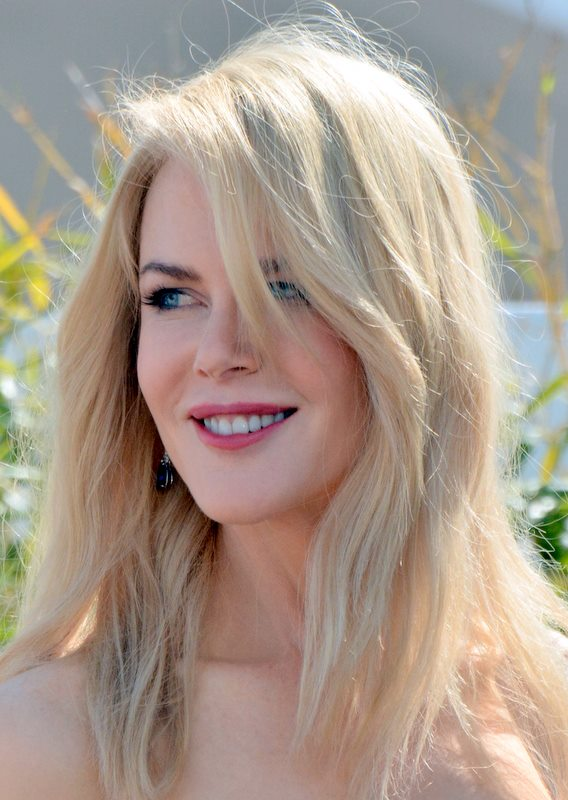
Nicole Kidman (Big Little Lies), winnaar vrouwelijke acteur in een miniserie of televisiefilm

De winnaars staan bovenaan in vet lettertype.

#### Ensemble in een dramaserie
Outstanding Performance by an Ensemble in a Drama Series
- This Is Us
  - The Crown
  - Game of Thrones
  - The Handmaid's Tale
  - Stranger Things

#### Mannelijke acteur in een dramaserie
Outstanding Performance by a Male Actor in a Drama Series
- Sterling K. Brown - This Is Us
  - Jason Bateman - Ozark
  - Peter Dinklage - Game of Thrones
  - David Harbour - Stranger Things
  - Bob Odenkirk - Better Call Saul

#### Vrouwelijke acteur in een dramaserie
Outstanding Performance by a Female Actor in a Drama Series
- Claire Foy - The Crown
  - Millie Bobby Brown - Stranger Things
  - Laura Linney - Ozark
  - Elisabeth Moss - The Handmaid's Tale
  - Robin Wright - House of Cards

#### Ensemble in een komedieserie
Outstanding Performance by an Ensemble in a Comedy Series
- Veep
  - Black-ish
  - Curb Your Enthusiasm
  - GLOW
  - Orange Is the New Black

#### Mannelijke acteur in een komedieserie
Outstanding Performance by a Male Actor in a Comedy Series
- William H. Macy - Shameless
  - Anthony Anderson - Black-ish
  - Aziz Ansari - Master of None
  - Larry David - Curb Your Enthusiasm
  - Sean Hayes - Will & Grace
  - Marc Maron - GLOW

#### Vrouwelijke acteur in een komedieserie
Outstanding Performance by a Female Actor in a Comedy Series
- Julia Louis-Dreyfus - Veep
  - Uzo Aduba - Orange Is the New Black
  - Alison Brie - GLOW
  - Jane Fonda - Grace and Frankie
  - Lily Tomlin - Grace and Frankie

#### Mannelijke acteur in een miniserie of televisiefilm
Outstanding Performance by a Male Actor in a Television Movie or Limited Series
- Alexander Skarsgård - Big Little Lies
  - Benedict Cumberbatch - Sherlock: The Lying Detective
  - Jeff Daniels - Godless
  - Robert De Niro - The Wizard of Lies
  - Geoffrey Rush - Genius

#### Vrouwelijke acteur in een miniserie of televisiefilm
Outstanding Performance by a Female Actor in a Television Movie or Limited Series
- Nicole Kidman - Big Little Lies
  - Laura Dern - Big Little Lies
  - Jessica Lange - Feud: Bette and Joan
  - Susan Sarandon - Feud: Bette and Joan
  - Reese Witherspoon - Big Little Lies

#### Stuntteam in een televisieserie
Outstanding Action Performance by a Stunt Ensemble in a Comedy or Drama Series
- Game of Thrones
  - GLOW
  - Homeland
  - Stranger Things
  - The Walking Dead